# Palpana
Der Palpana ist ein 6023 m hoher Vulkan in der West-Kordillere der Anden in Nord-Chile nahe der Grenze zu Bolivien.
Der Vulkan liegt zwischen dem Río Loa und den östlich davon gelegenen Salzpfannen Salar de Ascotán und Salar de Carcote und ist Teil der Reserva Nacional del Alto Loa. Die Erstbesteigung erfolgt 1977 durch J. Ambrus und J. Sepúlveda.